# Campylocentrum pubirhachis
Campylocentrum pubirhachis é uma espécie de orquídea, família Orchidaceae, que existe apenas no Brasil. Trata-se de planta epífita, monopodial, com caule e folhas rudimentares, cujas inflorescências brotam diretamente de um nódulo na base de suas raízes aéreas. As flores são minúsculas, de sépalas e pétalas livres, e nectário na parte de trás do labelo. Pertence ao grupo de espécies de Campylocentrum que não têm folhas nem caules aparentes.

## Publicação e Histórico
- Campylocentrum pubirhachis Schltr., Anexos Mem. Inst. Butantan, Secç. Bot. 1(55): 67 (1922).

Foi descrito por Schlecher em 1922, com base em uma planta encontrada por Curt Brade no mangue ao redor de Morro das Pedras, em Iguape, no estado de São Paulo. Comentando a descrição original, Hoehne compara esta espécie ao Campylocentrum hirtellum afirmando: "do qual se distingue pela forma do labelo e calcar, bem como pelo revestimento papiloso-pubescente das inflorescências até a sua base". Hoje sabemos tratar-se de espécie ainda mais semelhante ao Campylocentrum pachyrrhizum, do qual Pabst o diferencia por apresentar alguns curtos pelos na porção longitudinal central interna das pétalas e sépalas. Há poucas referências de coleta desta espécie. O Jardim Botânico do Rio de Janeiro estranhamente afirma que existe apenas nos estados do Acre e São Paulo, o que parece reforçar a possibilidade de ser este um sinônimo ainda pouco estudado do Campylocentrum pachyrrhizum.